# Mausing
Mausing er en landsby i Midtjylland, beliggende i Vinderslev Sogn omtrent seks kilometer syd for Kjellerup. Landsbyen ligger i Silkeborg Kommune og hører til Region Midtjylland.
|  | Denne artikel om lokaliteten Mausing kan blive bedre, hvis der indsættes et (bedre) billede. Du kan hjælpe ved at afsøge Wikimedia Commons for et passende billede eller lægge et op på Wikimedia Commons med en af de tilladte licenser og indsætte det i artiklen. |

56°14′02″N 9°26′39″Ø / 56.233822°N 9.444229°Ø